# Rangárþing eystra

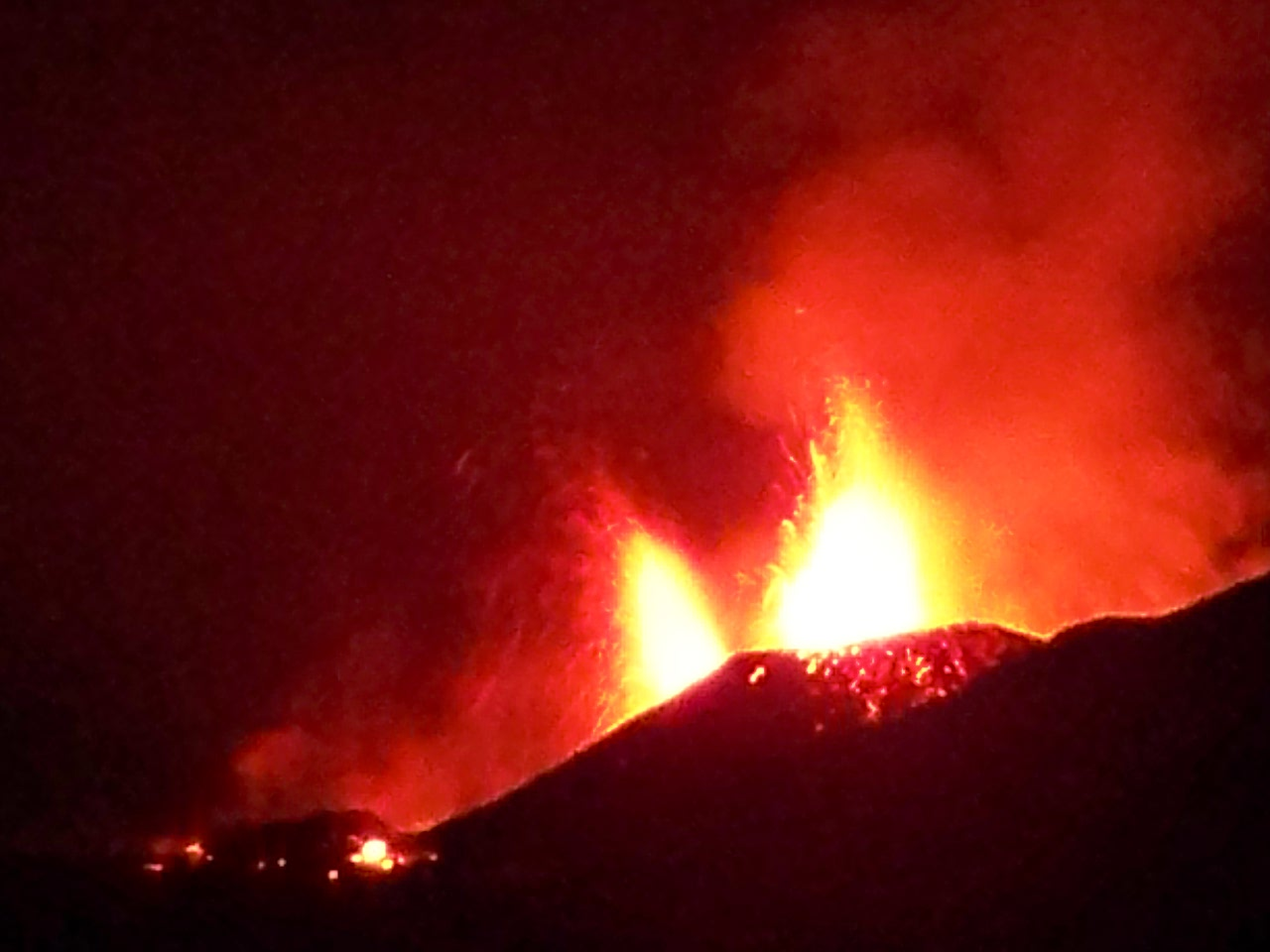
Erupção vulcânica em março de 2010

Rangárþing eystra é um municipio da Islândia, situado na Região de Suðurland, na costa sul da ilha.
Tem 1 742 habitantes (2015).
A sua principal localidade é Hvolsvöllur, com 942 habitantes (2016).
O vulcão Eyjafjallajökull está localizado neste município.